# Keenan Cornelius
Keenan Kai-James Cornelius (Califórnia, 25 de fevereiro de 1992) é um artista marcial americano. Suas conquistas competitivas incluem o chamado Double Grand Slam no Jiu-Jitsu Brasileiro, tendo conquistado medalhas de ouro duplas em quatro grandes torneios: o Campeonato Mundial de Jiu-Jitsu, Campeonato Pan-Americano, Campeonato Europeu Aberto, e Campeonato Brasileiro de Jiu-Jitsu - como faixa roxa. Ele também é conhecido pela criação de técnicas de guarda como a Worm Guard.

## Início de vida e educação
A primeira exposição de Cornelius ao treinamento de artes marciais começou em uma idade jovem, sob a orientação de seu padrasto, o professor de artes marciais Tom Callos, que foi o primeiro instrutor de jiu-jitsu brasileiro de B.J. Penn. Aos 14 anos, ele começou a treinar grappling de forma casual com amigos. Pouco depois, passou a receber instrução formal de Jiu-Jitsu Brasileiro com Cassio Werneck, treinando por três anos com BJ Penn, antes de se juntar ao Team Lloyd Irvin. Apesar de suas vitórias de alto nível como faixa roxa e acima, Keenan afirma que teve um desempenho competitivo fraco no início de sua carreira, antes de se juntar ao Team Lloyd Irvin, uma mudança que ele considera responsável por seu sucesso posterior.

## Carreira
Em 28 de fevereiro de 2012, Keenan venceu a divisão absoluta +74 kg faixa roxa do Abu Dhabi World Pro Trials Montreal. Em abril de 2012, Keenan competiu na World Pro Jiu-Jitsu Cup, vencendo sua divisão (-82 kg) e conquistando o bronze na divisão absoluta. Em 26 de junho de 2012, Keenan foi promovido a faixa marrom por Lloyd Irvin. Em 27 de fevereiro de 2013, Keenan anunciou sua saída do Team Lloyd Irvin. Alguns dias depois, foi oficialmente anunciado que ele se juntaria ao Atos Jiu-Jitsu. Após sua transição para o Atos, Keenan continuou sua trajetória como possivelmente o faixa marrom mais bem-sucedido na história do esporte, vencendo quase todos os grandes torneios em sua categoria de peso e na classe aberta, com a única exceção sendo a divisão absoluta faixa marrom do IBJJF de 2013, onde ficou em segundo lugar. Em 14 de setembro de 2013, Keenan foi promovido a faixa preta por André Galvão. Em 8 de dezembro de 2013, Keenan venceu a divisão meio-pesado/pesado da 2ª Liga Pro da IBJJF, ganhando o prêmio de US$ 5.000 ao derrotar Diego Gamoral e Jackson Sousa.
Em 29 de março de 2014, Keenan estava escalado para enfrentar Vinny Magalhães no Metamoris III. No entanto, Vinny foi forçado a se retirar antes da luta devido a uma infecção por MRSA. Ele foi substituído pelo faixa preta treinado por Rickson Gracie, Kevin Casey. A luta terminou com uma vitória para Keenan, utilizando a guarda 50/50 e conseguindo uma finalização com uma chave de calcanhar interna. Em abril de 2014, Keenan competiu no Campeonato Mundial Profissional de Jiu-Jitsu de Abu Dhabi de 2014, conquistando o bronze na divisão adulto faixa preta de 94 kg. Em 9 de agosto de 2014, Keenan enfrentou Magalhães no Metamoris IV. A luta terminou em empate. Em 22 de novembro de 2014, Keenan competiu contra Yuri Simões no Metamoris V.  A luta terminou em empate.  Em 10 de janeiro de 2015, Keenan enfrentou Dean Lister no Polaris Pro Grappling. Ele venceu a luta com um triângulo invertido a partir do controle das costas.
Cornelius competiu de forma memorável em uma luta sem limite de tempo, apenas por finalização, contra Gordon Ryan em 13 de agosto de 2016, sendo finalizado com uma chave de calcanhar após cerca de 90 minutos.
Cornelius estava escalado para enfrentar Gabriel Almeida no evento principal do Fight 2 Win 149 em 14 de agosto de 2020, mas foi forçado a se retirar devido a uma lesão não divulgada e foi substituído por Manuel Ribamar.
Em 2021, Cornelius não pôde competir e foi forçado a se retirar de uma luta contra Haisam Rida no Who's Number One devido a uma agravamento de uma antiga lesão nas costas sofrida ao realizar levantamento terra.

## Legion Academy
Após um desentendimento com sua academia de longa data, ATOS, Keenan decidiu abrir sua própria academia e equipe de luta. Em 6 de agosto de 2019, ele anunciou que abriria a Legion Academy em San Diego, CA. Desde o lançamento da academia Legion AJJ, Keenan Cornelius atraiu alguns dos principais atletas do ATOS para sua equipe, incluindo Andris Brunovskis e Darin Conner DeAngelis.
Em 19 de janeiro de 2021, Cornelius concedeu sua primeira faixa preta de jiu-jitsu ao parceiro de treino de longa data e faixa preta de judô esloveno Miha Perhavec.
A Legion Jiu-Jitsu formou uma equipe no Subversiv 3 em 28 de agosto de 2020, composta por Jacob Kassama, Michael Edgley e Paige Ivette. A equipe perdeu por 2-1 na rodada inicial contra o Fight Sports.
A academia retornou com uma equipe ligeiramente diferente no Subversiv 6 em 16 de outubro de 2021, composta por Sloan Clymer, Miha Perhavec e Paige Ivette. Desta vez, eles conquistaram o segundo lugar, perdendo por 2-1 na final para o Checkmat.

## Desenvolvimento de técnicas
Keenan é conhecido na comunidade de Jiu-Jitsu Brasileiro por sua criação e uso bem-sucedido de um sistema único de guarda com quimono. Apelidada de Worm Guard por Galvão, Keenan amarra sua perna ao quadril e à perna oposta do oponente com uma mão e a lapela solta do adversário, travando-os no lugar enquanto deixa Keenan com dois membros livres para atacar de um lado. Ele e outros continuaram a inovar e criar técnicas explorando as lapelas do quimono, uma tendência creditada ao sucesso inicial de Keenan com a Worm Guard.